# Adelonetria dubiosa
Adelonetria dubiosa är en spindelart som beskrevs av Alfred Frank Millidge 1991. Adelonetria dubiosa ingår i släktet Adelonetria och familjen täckvävarspindlar. Inga underarter finns listade i Catalogue of Life.